# Långtjärnen (Piteå socken, Norrbotten, 726659-173301)
Långtjärnen är en sjö i Piteå kommun i Norrbotten och ingår i Lillpiteälvens huvudavrinningsområde. Sjöns area är 0,037 kvadratkilometer och den befinner sig 206 meter över havet.